# باشماق (ميانة)
باشماق هي قرية في مقاطعة ميانة، إيران. يقدر عدد سكانها بـ 533 نسمة بحسب إحصاء 2016.